# 西隆室內合唱團

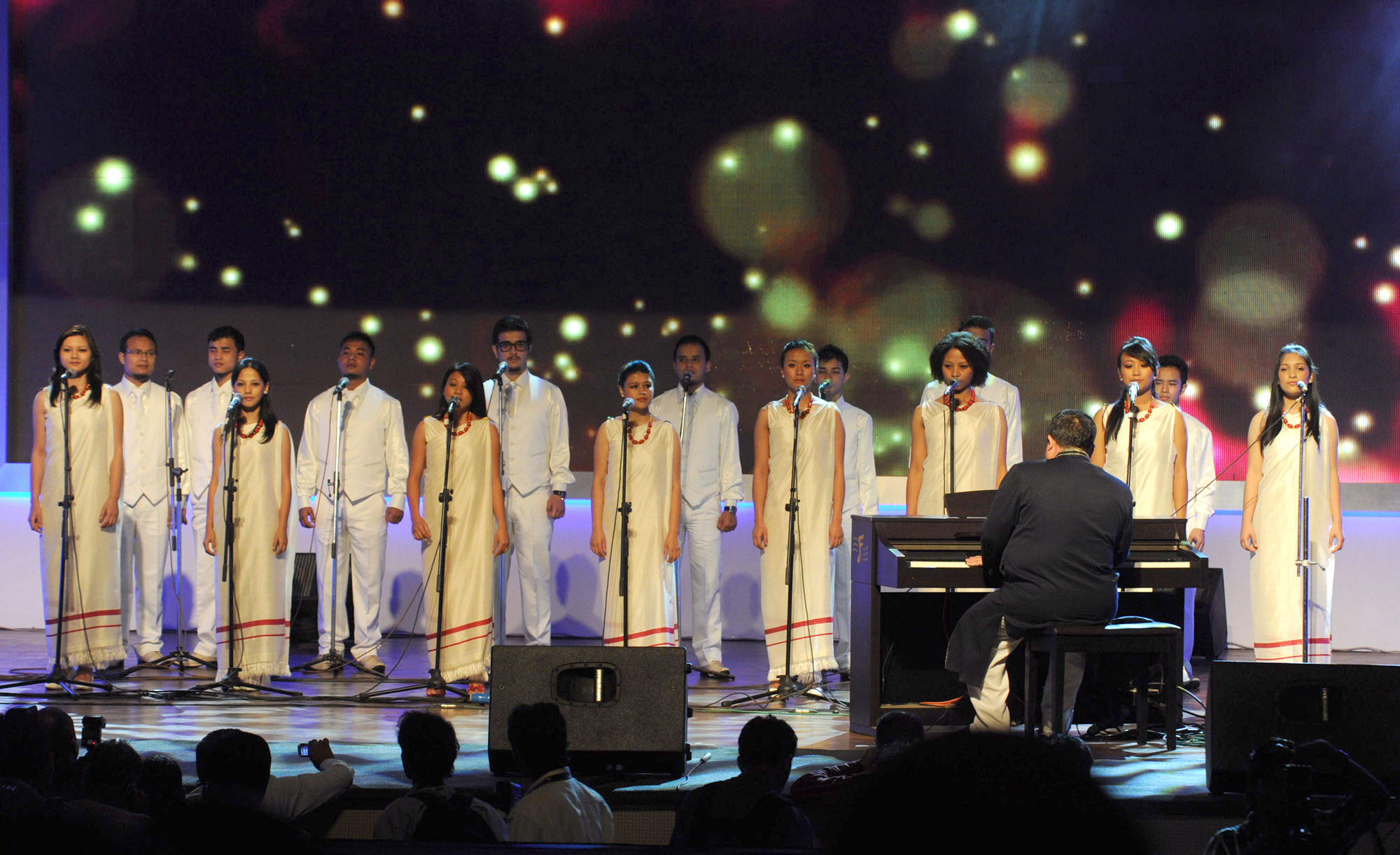
2011年，西隆室內合唱團在第42屆印度國際電影節開幕式上表演

西隆室內合唱團（英語：Shillong Chamber Choir）是一支位於梅加拉亞邦西隆的印度室內合唱團，成立於2001年。該合唱團因於2010年10月在《印度達人秀》中獲勝而聞名。合唱團由11名歌手組成，偶爾還有30人組成的管弦樂團。

## 外部連結
- 西隆室內合唱團 （页面存档备份，存于）